# Красноармійський район (Челябінська область)
Красноармійський район - муніципальне утворення в Челябінській області Російської Федерації.
Адміністративний центр - село Міаське.

## Географія, природа, клімат
Один з найбільших за кількістю сільських жителів районів, розташований уздовж кордону з Курганською областю. На заході примикає до Челябінська. На території району знаходиться пам'ятка природи - озеро Сугояк, місце масового відпочинку.

## Історія
Центр - село Міаське, засноване в 1736 році як сторожова фортеця на дорозі до новоспоруджуваного Оренбургу. На території ряд старовинних поселень (Бродокалмак і Руська Теча). Сам район утворений у 1941 році.

## Населення
Населення - 42 094 чол.

## Економіка
Красноармійський район - сільськогосподарський. Частка сільськогосподарського виробництва становить 70 відсотків. Основні напрямки - виробництво молока, овочів, картоплі. Найбільший обсяг продукції виробляють ВАТ СГП «Красноармійське», ВАТ ПКЗ «Дубровський». Район виробляє близько 26 відсотків картоплі та 20 відсотків овочів від усього обсягу по області.
На території діють Баландинське родовище мармуру, бітумний завод - філія ОГУП «Челябінськавтодор», три підприємства житлово-комунального господарства, ЗАТ ДРСУ. Торгівля представлена підприємствами різної форми власності. Обсяг товарообігу підприємств споживкооперації становить понад 25 відсотків. Політика підтримки малого підприємництва носить цілеспрямований, динамічний характер, що сприяє створенню нових робочих місць, формуванню податкової бази муніципальної освіти, а також розв'язанню. соціально-економічних питань. Обсяг випуску товарів і послуг малими підприємствами становить понад 20 відсотків.

## Соціальна сфера
На території муніципального утворення знаходяться інститут агроекології, 71 загальноосвітній заклад, мережа закладів охорони здоров'я.
Красноармійський район - один з найкращих за рівнем розвитку фізичної культури та спорту в Челябінській області. Особливо сильні спортсмени в літніх видах спорту. Протягом останніх трьох десятиліть Красноармійський район двадцять і один раз ставав переможцем в обласній літньої олімпіади «Золотий колос» в загальнокомандному заліку. Тут чимало сильних спортсменів.